# Кырк-Орское княжество
Кырк-Орское княжество — небольшое средневековое княжество, существовавшее в юго-западной части Крымского полуострова. Предположительно было основано acaми (аланами), мигрировашими в Крым двумя большими волнами в IV и XIII веках и принявшими православие по греческому обряду от греков Херсонеса. 

## Локализация и топонимика
Занимая земли в междуречье Качи и Бельбека, включая долины Качи, Бодрака и Альмы до впадения их в море, Кырк-Орское княжество, по-видимому, представляло собой некий буфер между княжеством Феодоро и землями крымских татар. Неслучайно в княжестве с начала XIV века стали селиться караимы, чему способствовали ограничения на их проживание в татарских городах Крыма. Центром княжества был город Кырк-Ор. Топоним сохранился только в тюркском виде и в переводе означает «сорок крепостей». Учитывая то, что Аланская епархия дважды (в 1385 и 1390) годах упоминается в византийских источниках как состoящая из «Большой» (окрестности Судака и Солхата) и «Малой» Аланий, Кырк-Орское государство по-видимому и было некогда Малой Аланией. 

## История
В XIII—XIV веках княжествo находилocь в вассальной зависимости от правителей Крымского улуса Золотой Орды. Постепенная  тюркизация Крыма началась ещё в период Хазарского каганата, первые тюрки появились в Крыму в VI веке, во время завоевания Северного Крыма Тюркским каганатом. Перед приходом монголов, половецкий язык стал не только лингва-франка на полуострове, но и языком плебса в некоторых городах (прим. город Кырык-Ор и др.). В эпоху Золотой Орды процесс тюркизации усилился. 
В 1299 году беклярбек Ногай, правивший в Добрудже в качестве мести за убийство генуэзцами своего внука Актаджи, направленного в Крым для сбора дани, разорил весь северный Крым. Разорён был и Кырк-Ор. Опасаясь новых монгольских нашествий, татары начали массово переселяться из степной зоны ближе к горам, чтобы иметь возможность в них укрыться в случае новой опасности. В результате Малая Алания быстро татаризируется, хотя этот процесс начался уже после вторжения кыпчаков в XII веке. Вместе с татаризацией происходит и исламизация: по данным археологических раскопок в 1346 году в самом Кырк-оре появилась первая мечеть. Примерно в это же время всего в 4 км от Кырк-ора возникает первое татарское поселение в Юго-Западном Крыму — Эски-Юрт. Наконец, в хронике 1363 году Кырк-Ор уже упоминается как включённое в состав татарских владений. В 1442 году Кырк-Ор уже стал первой столицей Крымского ханства. В XVII веке топоним «Кырк-Ер» сменяется на «Чуфут-Кале» (в переводе «иудейская/еврейская крепость» с негативным, презрительным смысловым оттенком).